# 姚守岗
姚守崗（1940年—），笔名列瓦雷士，男，浙江人（一作河北人），中国电影导演，西安电影制片厂导演。因在拍摄电影《犬王》时以「資金不足無法做特效」為理由，為追求真實，拍攝前瞞著飼養員，故意将炸药换为真的且加大炸药量，并宣称必须让军犬被炸死，导致在拍攝時炸死退役功勋军犬，并且在军犬被炸死时引发各界人士声讨。在接受采访，谈及被炸死的军犬时仍不掩笑意。面对观众声讨道歉时脸含笑意说：“我心里挺不好受的，别看是条狗，呵呵呵…”